# محمية موريمي
محمية موريمي وتعرف أيضاً محمية موريمي للألعاب (بالإنجليزية:Moremi Game Reserve)، هي منطقة محمية في بوتسوانا في إفريقيا الجنوبية، تقع على الجانب الشرقي من دلتا أوكافانغو.

## التاريخ
أُعلنت المنطقة كمحمية في عام 1963، وسميت على اسم الزعيم موريمي الثالث من قبيلة باتاوانا المحلية من نجاميلاند، في السبعينيات من القرن الماضي تم ضم أراضي الصيد الملكية للزعيم موريمي إلى المحمية لتوسيعها بشكل أكبر.
تبلغ مساحة محمية موريمي للألعاب حوالي 5000 كيلومتر مربع، وتغطي جزءًا كبيرًا من الجانب الشرقي من دلتا أوكافانغو.

## السمات الجغرافية للمحمية
- جزيرة تشيفز ولسان موريمي، يمكن للمرء في محمية موريمي الأستمتاع بإطلالات رائعة على حيوانات السافانا بالإضافة إلى مشاهدة الطيور على البحيرات الشاطئية.

- مناطق غابات كثيفة، والتي تعد موطنًا لكلب كيب البري والفهد.

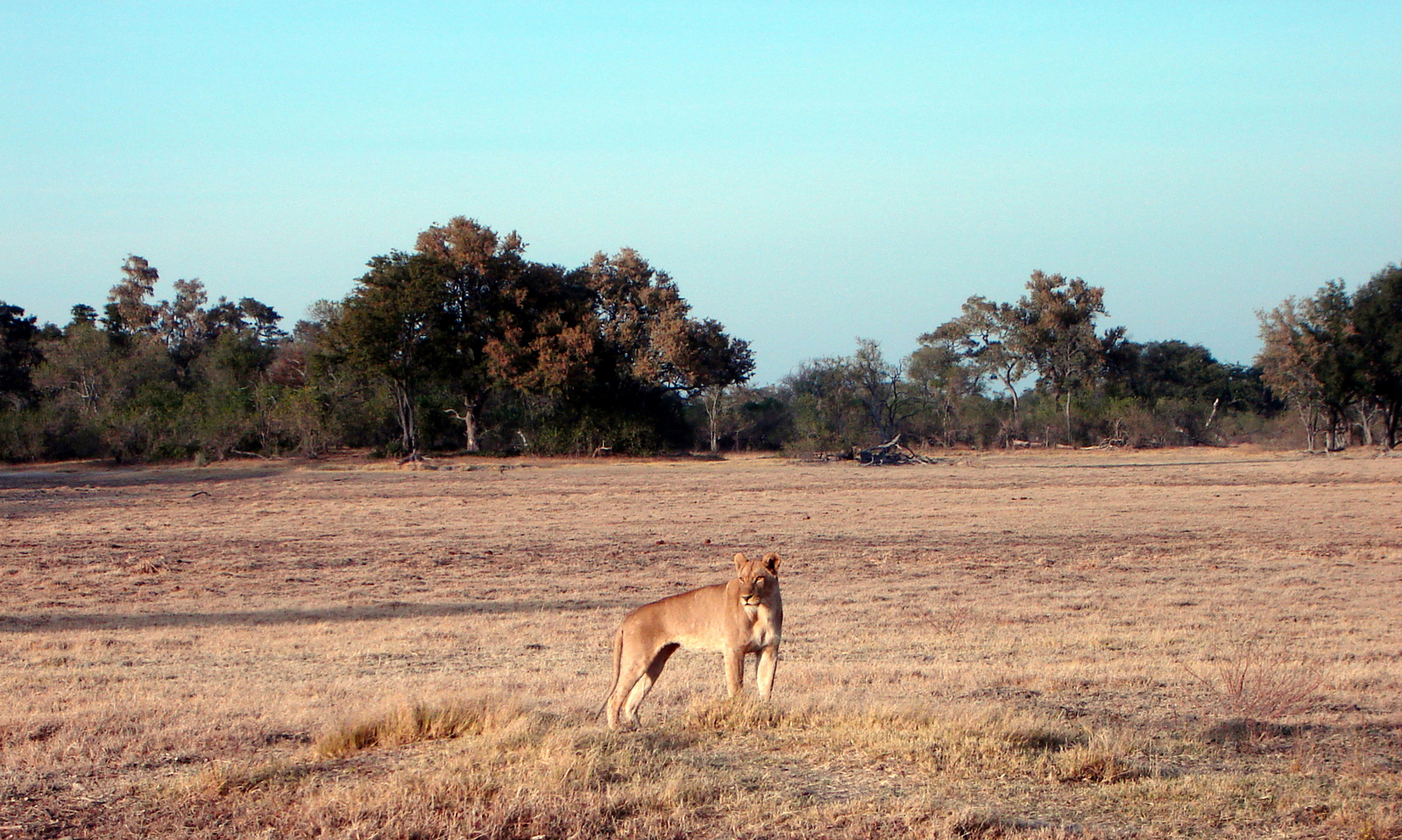
أسد في محمية موريمي

- أسد في محمية موريمي حديقة تشوبي الوطنية التي تحد محمية موريمي. [5]

## الحياة البرية

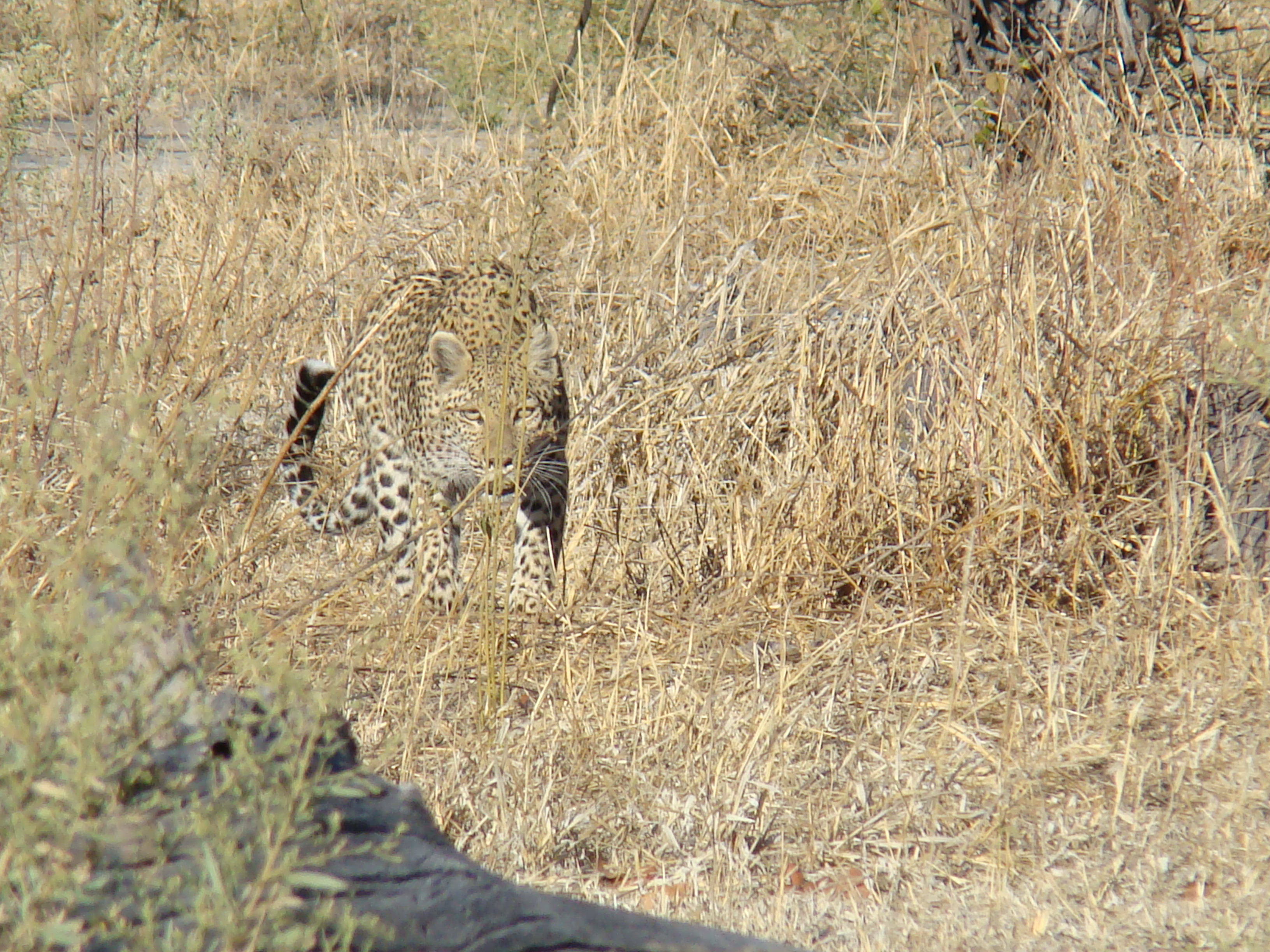
الحيوانات البرية في المحمية

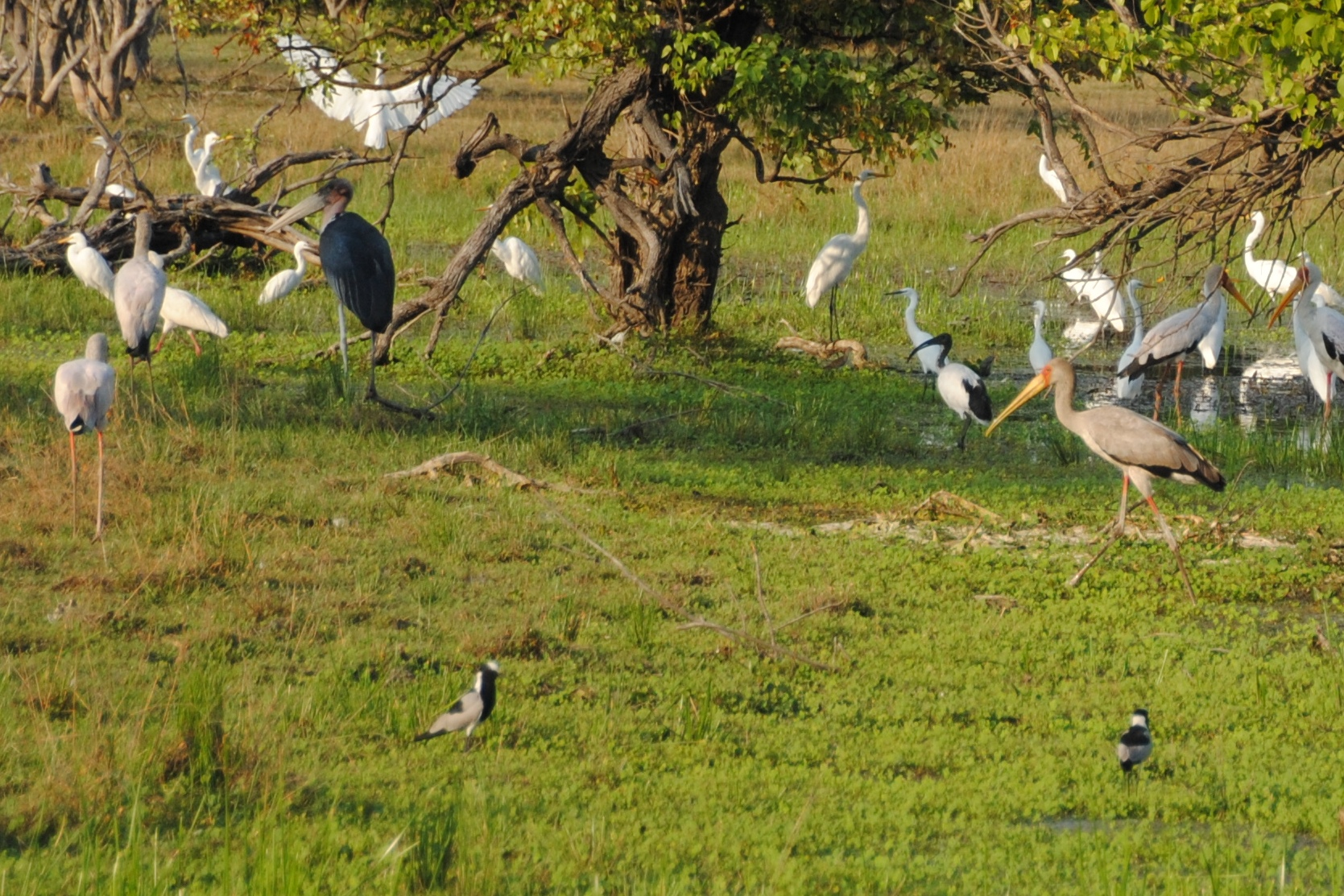
طيور برية في المحمية

تعد محمية موريمي موطنًا لمجموعة متنوعة من الحيوانات البرية، بما في ذلك الفيلة والزرافات والأسود والجاموس الأفريقي ووحيد القرن الأسود وفرس النهر والحمار الوحشي والفهد، والضبع المرقط، وابن آوى ذو الظهر الأسود، الخنزير الشائع، وتعتبر منطقة موريمي موطنًا مهمًا للكلاب البرية الإفريقية، وموطن لما يقرب من 500 نوع من الطيور المختلفة.

## التنوع البيئي
- تتميز محمية موريمي بتنوع بيئي فريد يجمع بين السهول الواسعة والمروج الخضراء والغابات الكثيفة. تتنوع التضاريس في المحمية ما بين الشلالات الجميلة والبحيرات الصافية، مما يخلق منظراً طبيعياً خلاباً.

- تعتبر محمية موريمي من الأماكن الرائدة في جهود الحفاظ على البيئة في إفريقيا.[7]

## الأنشطة

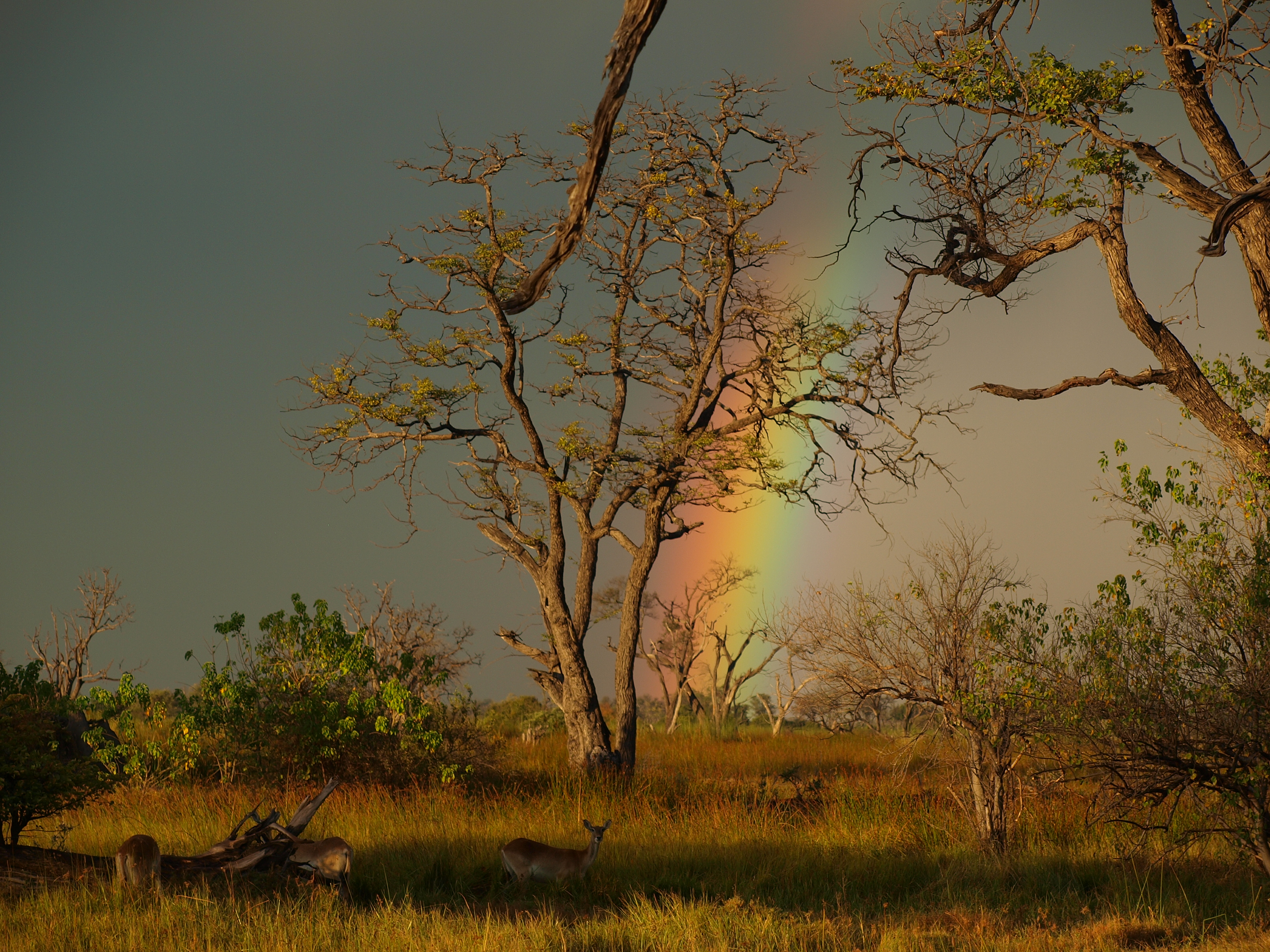
الطبيعة في محمية موريمي

تقدم محمية موريمي مجموعة من الأنشطة الترفيهية التي تسمح للزوار بإستكشاف جمالها، منها ركوب الأمواج في الصحراء الرملية، والمشي لمسافات طويلة في الغابات الكثيفة، وتنظيم رحلات السفاري الليلية للاستمتاع بمشاهد الحياة الليلية الفريدة.